# Hiszpańska Socjalistyczna Partia Robotnicza
Hiszpańska Socjalistyczna Partia Robotnicza (hiszp. Partido Socialista Obrero Español, PSOE) – hiszpańska socjaldemokratyczna partia polityczna i zarazem jedna z największych w kraju oraz najstarsza (po Partido Carlista, założonej w 1833), założona w 1879 roku, a w latach 1939–1977 nielegalna.
Po przywróceniu demokracji PSOE stanowi jedną z głównych sił politycznych Hiszpanii - w latach 1982–1996, 2004–2011 i od 2018 jest partią rządzącą.
Partia jest silnie związana Unión General de Trabajadores, unią hiszpańskich związków zawodowych. Przez dekady członkostwo w UGT było równoznaczne z członkostwem w PSOE, jednak w latach 80. związki zaczęły krytykować politykę partii, nawołując nawet do strajku generalnego, do którego doszło 14 grudnia 1988. Od czasu wyborów parlamentarnych w 2004 roku, PSOE była największą partią polityczną w rządzie Hiszpanii. Współtworzy Partię Europejskich Socjalistów w Parlamencie Europejskim i jest członkiem Międzynarodówki Socjalistycznej.

## Ideologia
PSOE została utworzona w celu reprezentowania interesów klasy pracującej. Jej powołanie do życia związane było z rewolucją przemysłową, a miało na celu doprowadzenie do powstania systemu socjalistycznego, a inspirowane było rewolucyjnymi przesłankami filozofii marksistowskiej. Dzisiaj jest typową partią socjaldemokratyczną.

## Wczesna historia
PSOE została założona 2 maja 1879 roku w Madrycie przez przywódcę ruchu robotniczego, Pablo Iglesiasa, oraz działaczy Hiszpańskiej Federacji Regionalnej I Międzynarodówki którzy odłączyli się od organizacji z powodu występowaniu w niej silnych tendencji anarchistycznych. 20 sierpnia tego samego roku zgromadzenie 40 osób przyjęło program nowego ugrupowania. Do 1881 roku PSOE działała nielegalnie. Partia wchodziła w skład II Międzynarodówki.
Pierwszy zjazd PSOE odbył się w 1888 roku, partia postawiła sobie wówczas trzy cele – budowa społeczności bezklasowej, uspołecznienie środków produkcji i dojście do władzy klasy robotniczej. W tym samym roku powstała centrala związkowa, Powszechny Związek Pracujących (UGT). W partii dominowały tendencje reformistycznej stąd też partia realizować miała te cele na drodze parlamentaryzmu. Od początku istnienia partii, PSOE starała się łączyć ze sobą interesy burżuazji i klasy robotniczej.
Pomimo raczej niewielkiej siły w późnych latach XIX wieku, PSOE brała aktywny udział w strajkach 1899 i 1902 roku. W wyborach z 1910 roku, będąc w sojuszu z partiami republikańskimi, Iglesias został pierwszym socjalistycznym członkiem hiszpańskich Kortezów. Dużym zagrożeniem dla partii była działalność popularnego w kraju ruchu anarchistycznego.
W czasie lat I wojny światowej w partii wyłoniły się frakcje reformistyczne i rewolucyjne. Rewolucjoniści wywodzący się głównie z Federacji Młodzieży Socjalistycznej opowiedzieli się za włączeniem PSOE w skład III Międzynarodówki.
W kwietniu 1920 roku rozłamowcy będący zwolennikami III Międzynarodówki założyli oddzielną partię, Komunistyczną Partię Hiszpanii. Od czasu rozłamu część szeregowych działaczy PSOE chciała aby również partia socjalistyczna dołączyła do Międzynarodówki Komunistycznej. W lipcu 1920 roku specjalny zjazd partii potwierdził przewagę tendencji reformistycznych a działacze prokominterowscy odeszli z szeregów partii i w kwietniu 1921 roku utworzyli Hiszpańską Robotniczą Partię Komunistyczną. W listopadzie obydwie grupy komunistów zjednoczyły się w jedną partię.
Mimo tendencji reformistycznych, PSOE w 1919 roku protestowała przeciwko interwencji zachodu w Rosji Radzieckiej. Przed tymi wydarzeniami w Hiszpanii doszło do wystąpień proletariatu i chłopów wyrażających poparcie dla rewolucji rosyjskiej. Decyzja o poparciu rewolucji była więc spowodowana głównie chęcią utrzymania wpływów społecznych wśród tych klas.
Partia na początku XX wieku skupiała głównie klasę średnią, robotników i inteligencję. Jej zwolennicy mieszkali głównie w Asturii, Baskonii i Madrycie, duże wpływy PSOE zyskała w społecznościach chłopskich Andaluzji, Kastylii oraz Estremadury. Partia działała głównie przez domy ludowe, czyli domy robotnicze kontrolowane przez centralę Powszechny Związek Pracujących.

### Lata 20. i początek 30.
W latach 20. partia liczyła około 40 tysięcy działaczy. Od 1923 roku aż do chwili jej rozwiązania w 1940 roku, partia należała do Socjalistycznej Międzynarodówki Robotniczej.
W efekcie niepokojów społecznych we wrześniu 1923 roku, generał Miguel Primo de Rivera dokonał zamachu stanu i przejął władzę, tworząc rząd wojskowy. PSOE i UGT podjęły się współpracy z nowym rządem, tym samym odrzuciły one postulat komunistów, aby utworzyć opozycyjny jednolity front. Pod koniec lat 20., PSOE przeszła na pozycje bardziej krytyczne wobec Primery, aż w końcu socjaliści wycofali poparcie dla rządu. Junta wojskowa upadła w kwietniu 1931 roku, a pod wpływem presji społeczeństwa zastąpiono ustrój monarchistyczny systemem republikańsko-demokratycznym. PSOE wpłynęła na rozwój II Republiki, a w czasie jej istnienia zdobyła jeszcze większe poparcie społeczne.
W okresie do 1936 roku w PSOE działały trzy nurty; prawicowo-reformistyczny z Julianem Bestiro na czele; centrowy z Indalecio Prieto oraz trzeci – lewicowy z Francisco Largo Caballero. Przewagę w okresie Drugiej Republiki uzyskał nurt prawicowo-reformistyczny, który opowiadał się za współpracą z partiami prawicowymi. Pod koniec istnienia republiki, PSOE przeszła na pozycje bliższe lewicy, a wewnątrz partii pojawiły się głosy nawołujące do współdziałania z innymi nurtami lewicowymi, głównie z Komunistyczną Partią Hiszpanii.
Proces jednoczenia lewicy poparła lewica socjalistyczna, która uważała, że dzięki sojuszowi z KPH uda się zapobiec odchodzeniu od PSOE tradycyjnego elektoratu robotniczego, który stopniowo przechodził do komunistów. W ramach bloku antyfaszystowskiego w grudniu 1934 roku powołano Krajowy Komitet Łączności zrzeszający działaczy ruchów socjalistycznych, komunistycznych czy związkowych – UGT i Zjednoczonej Powszechnej Konfederacji Pracy (CGTU). Komitet nie spełnił jednak większej roli na skutek polityki socjalistów, którzy blokowali wszystkie propozycje komunistów w sprawie stworzenia jednego manifestu programowego.
Kolejnym krokiem w łączeniu lewicy było przyłączenie do socjalistycznej UGT w grudniu 1935 roku, związków zrzeszonych w Zjednoczonej Powszechnej Konfederacji Pracy sympatyzującej z ruchem komunistycznym. Wchłonięcie przez UGT mniejszych związków nastąpiło głównie na skutek nacisków organizacji młodzieżowej reprezentującej wewnątrz partii nurt lewicowy. Nieudolne rządy prawicowych republikanów mające miejsce przed 1936 rokiem doprowadziły do przedterminowych wyborów w lutym 1936. 15 stycznia 1936 roku PSOE, republikanie i komuniści podpisali pakt koalicyjny, powołali oni antyfaszystowską koalicję Front Ludowy. Front obiecał amnestię dla więźniów politycznych, wprowadzenie swobód demokratycznych oraz norm konstytucyjnych i wdrożenie reformy rolnej.
Wybory okazały się sukcesem Frontu Ludowego. Partie skupione w bloku antyfaszystowskim zdobyły 268 miejsc w parlamencie, podczas gdy partie prawicowe zdobyły 205 mandatów. Spośród wszystkich mandatów zdobytych przez Front, 158 należało do republikanów, 88 do socjalistów a zaledwie 17 do komunistów, którzy nie weszli w skład rządu.

### Okres wojny domowej
Partia weszła w skład rządu w czasie Drugiej Republiki Hiszpańskiej, jako część Hiszpańskiego Frontu Ludowego, w 1936 roku. Nowy rząd przystąpił do realizacji przedwyborczych obietnic. Po wyborach doszło do kolejnej erozji frakcyjnej wewnątrz partii socjaldemokratycznej. Działacze partii z Largo Caballero na czele opowiedzieli się za jednością PSOE i komunistów na forum parlamentarnym. Przeciwko termu protestowała frakcja prawicowa. 1 kwietnia 1936 roku doszło do zwycięstwa frakcji lewicowej gdy udało się zjednoczyć organizacje młodzieżowe socjalistów i komunistów w Zjednoczoną Młodzież Socjalistyczną. 23 lipca tego samego roku z szeregów katalońskiej sekcji partii socjalistycznej i tamtejszych komunistów wyłoniła się Socjalistyczna Partia Katalonii.
Mimo początkowych sukcesów w jednoczeniu lewicy, kierownictwo PSOE nie zrealizowało dalszych propozycji zjednoczeniowych, to właśnie m.in. podział lewicy, doprowadził do przewrotu prawicowych generałów z 18 lipca 1936 roku. Rebelia wojskowa doprowadziła do wybuchu wojny domowej między siłami nacjonalistycznymi a republikańskimi. Nacjonaliści zyskali pomoc Włoch faszystowskich i Niemiec nazistowskich.
W czasie wojny domowej, partia podzieliła się na trzy skrzydła: lewicowe pod przywództwem Francisco Largo Caballero, centrowe, ale opowiadające się za walką przewodzone przez Indalecio Prieto i prawicowo-reformistyczne z Julianem Besteiro na czele.
Po porażkach militarnych wojsk republikanów, 4 września 1936 roku utworzono nowy rząd z Largo Caballero na czele. W obliczu działań wojennych do rządu dołączyli też przedstawiciele komunistów, którzy wcześniej nie dołączyli do rządu. Rząd z udziałem wszystkich trzech najważniejszych stronnictw centrowych i lewicowych (PSOE, republikanie, komuniści) utrzymał się do końca wojny. 16 kwietnia 1937 roku powołano nowy Krajowy Komitet Łączności na linii PSOE-KPH, miał on dążyć do zjednoczenia obu partii w jedną partię zjednoczonego ruchu robotniczego. Przeciwko zjednoczeniu wypowiedzieli się jednak działacze frakcji lewicowej skupionej wokół Largo Caballero i prawicowych socjalistów. Caballero w czasie trwania działań wojennych poparł współpracę PSOE z grupami anarchistycznymi, a w listopadzie 1936 roku anarchiści weszli w skład rządu. Po odejściu z rządu Caballero, 18 maja 1937 roku zastąpił go Jan Negrin, który w odróżnieniu od poprzednika nie szukał pogłębienia antyfrankistowskiego sojuszu we współpracy z anarchistami, lecz z komunistami.
W ostatnim okresie wojny domowej wśród części działaczy partii socjalistycznej dochodziły głosu zaprzestania wojny. Za końcem wojny opowiedział się lider frakcji prawicy, Besteiro który uważał, że wygrana Frontu Ludowego doprowadzi do utworzenia w państwie „dyktatury komunistycznej”. Po ostatecznym pokonaniu wojsk republikańskich, Francisco Franco utworzył w Hiszpanii dyktaturę opartą na wzorach faszystowskich.
W 1939 roku, Franco rozwiązał wszystkie partie (a więc PSOE którą reżim uznał za partię komunistyczną) poza faszystami z Falangi. W czasie jego rządów wielu działaczy partii zostało aresztowanych, uwięzionych lub wygnanych z kraju. Liderzy frakcji – Caballero, Negrin i Prieto udali się na przymusową emigrację. Lider nurtu prawicowego, Besteiro, został w Hiszpanii gdzie tworzył pierwsze komórki podziemne. Po śmierci Besteiro, liderem podziemnego PSOE w kraju został Socrates Gomez. Działacze którzy udali się na emigrację wyjechali do Francji. W Tuluzie powstała komórka PSOE na czele z Prieto oraz Rodolfem Llopisem.
W czasie lat II wojny światowej działanie partii było mocno ograniczone ze względu na masowy terror frankistowski. Działacze PSOE utworzyli własne grupy partyzanckie, głównie w Asturii. Liczyli oni, że po pokonaniu pozostałych państw faszystowskich, alianci zdecydują się na obalenie w Hiszpanii generała Franco. W warunkach wybuchu zimnej wojny, alianci zachodni nie byli już zainteresowani eliminacją reżimu hiszpańskiego. W początkowym okresie zimnej wojny przy bierności byłych aliantów zachodnich do więzienia trafili Eduarco Villegas, Vicente Orche i Tomas Orche – działacze wchodzący w skład Komisji Wykonawczej partii.

### Działalność w podziemiu
Pod koniec dekady lat 50. wzrosły w kraju siły opozycji. Najaktywniejsza pozostała partia komunistyczna, lecz na popularności zyskała też PSOE. W kierownictwie socjalistów na emigracji dominował antykomunizm i tendencje współpracy z partiami opozycyjnej prawicy. Tym samym odcinano się od współdziałania z komunistami. Tendencja ta utrzymana została także przez całe lata 60. a jej głównym reprezentantem był Llopis.
Główną rolę odgrywał nurt socjaldemokratyczny wzorujący się na partiach socjalistycznych Europy zachodniej. Krajowi działacze PSOE zwani byli „nowymi socjalistami”. popierali oni przenikanie do środowisk robotniczych, pozostawali w opozycji do kierownictwa na emigracji i popierali współpracę z komunistami oraz nielegalnymi związkami zawodowymi; Komisjami Robotniczymi (CO). Jednym z powodów niezadowolenia ze strony krajowych socjalistów był brak nowego programu, dotychczasowy program sprowadzał się jedynie do postulatu obalenia dyktatury generała Franco i zbudowania nowego, demokratycznego rządu tymczasowego który przygotuje nowe wybory parlamentarne.
W kraju, szczególnie środowiska inteligenckie, domagały się utworzenia nowej, bardziej postępowej organizacji socjalistów która byłaby gotowa do sojuszu ze wszystkimi grupami opozycji. Wokół profesora Enrique Tierro Galvana usuniętego z PSOE za dążenie do sojuszu z partią komunistyczną czy innymi grupami opozycji, skupiła się grupa „nowych socjalistów”. W 1967 roku grupa ta powołała krajową, nielegalną, Socjalistyczną Partię Ludową (PSP).
PSP ogłosiła swój manifest programowy, 12 lutego 1968 roku. W manifeście odcięto się od postulatu PSOE aby podporządkować ruch związkowy kilku centralom, PSP opowiedziało się za współpracą z ruchem komunistycznymi Hiszpanii na łamach Komisji Robotniczych oraz za jednością ruchu związkowego. „Nowi socjaliści” na XI Kongresie UGT w 1971 roku zdominowali kierownictwo związku. Z emigracji do kraju powróciło grono socjalistycznych uchodźców, część z nich sympatyzowała z poglądami „nowych socjalistów”. UGT na kongresie z 1971 roku wprowadziła rezolucję która wezwała wszystkie grupy demokratycznej opozycji w tym konkurencyjną dla socjalistów, partię komunistyczną do utworzenia wspólnego frontu demokratycznego. Uchwała ta okazała się porażką dla kierownictwa emigracyjnego z Lopisem na czele którzy prezentowali pozycje antykomunistyczne.
Duże znaczenie w jednoczeniu opozycji miał grudniowy kongres PSOE z 1972 roku, odbył się on we francuskiej Tuluzie. Wreszcie do kierownictwa partii weszli działacze z organizacji podziemnych w kraju, w liczącym 16 osób Komitecie Wykonawczym znalazło się 9 zwolenników tendencji „nowych socjalistów” i 7 reprezentantów emigracyjnego PSOE. Kongres okazał się porażką zwolenników Llopisa. Nowe władze partii ogłosiły, że są gotowe zjednoczyć się ze wszystkimi siłami demokratycznymi w celu obalenia dyktatury frankistowskiej. Zjazd ten mimo kompromisu między emigracją a nowymi socjalistami doprowadził do rozłamu. W tym samym roku powstały dwie frakcje; PSOE-historyczna z Llopisem mająca struktury na emigracji i PSOE-odrodzenie z Pablo Castellanosem, mająca nielegalna struktury w Hiszpanii. Spór pomiędzy zwolennikami PSOE-historycznej i PSOE-odrodzenie dotyczył w głównej mierze spraw taktycznych i stosunku do Komunistycznej Partii Hiszpanii.
W 1974 roku PSOE została przyjęta do Międzynarodówki Socjalistycznej. Nowym liderem partii został Felipe González, który zastąpił Castellanose. W lecie 1974 roku powstała Rada Demokratyczna, front opozycji w skład którego weszli przedstawiciele PSP i partii komunistycznej. W czerwcu 1975 roku powstała Platforma Zbliżenia Demokratycznego, w skład koalicji weszła PSOE-odrodzenie, Hiszpański Związek Socjaldemokratyczny, partie chrześcijańsko demokratyczne oraz baskijskie i katalońskie.
Rada Demokratyczna, jak i Platforma Zbliżenia Demokratycznego domagała się restauracji demokracji, autonomii dla domagających się jej regionów oraz przywrócenia praw i swobód mieszkańców kraju. W listopadzie 1975 roku zawarto porozumienie między Radą Demokratyczną oraz Platformą Zbliżenia Demokratycznego. W grudniu 1975 utworzony został front Koordynacja Demokratyczna. W skład bloku weszli m.in. komuniści, monarchiści czy chadecy. Każda z partii która przystąpiła do frontu zachowała pełną niezależność.
W grudniu 1976 w Hiszpanii zorganizowano XXVII Zjazd partii. Był to pierwszy kongres zorganizowany na obszarze kraju od 1932 roku. Partia wciąż oficjalnie była nielegalna jednak rząd na skutek presji opozycji i zachodnioeuropejskich socjalistów zgodził się na zorganizowanie kongresu w Madrycie. W kongresie hiszpańskiej socjaldemokraci udział wzięli politycy socjalistyczni z innych państw zachodnich; Bruno Kreisky z Austrii, Olof Palme ze Szwecji, Willy Brandt z Niemiec i Mario Soares z Portugalii. Zjazd za główny cel wybrał walkę o budowę systemu demokratycznego, sojusz ze wszystkimi grupami postępowymi. Uchwała zjazdu określiła ugrupowanie jako partię marksistowską, demokratyczną i klasową, która dąży do likwidacji kapitalistycznych stosunków produkcji. Definicja ta uległa jednak dużym zmianom.
Socjaliści opowiedzieli się za utworzeniem hiszpańskiej federacyjnej republiki robotniczej która reprezentować miała wszystkich obywateli. Partia opowiedziała się przeciwko monarchii i za systemem republikańskim. PSOE zadeklarowało, że jeśli nastąpi referendum w którym obywatele opowiedzą się za podtrzymaniem monarchii to socjaliści zaakceptują ten wybór. PSOE poparła swobodę zrzeszania związkowego, sekularyzacją edukacji, likwidacją kary śmierci oraz samostanowieniu narodów i regionów Hiszpanii które miały wstąpić do federacji hiszpańskiej na równych prawach. W ekonomii poparto interwencjonizm w głównych gałęziach gospodarki oraz za ścisłą kontrolą wydatków publicznych, zaproponowano reformę systemu podatkowego. Hasła ze zjazdu stały się podstawą haseł kampanii wyborczej mającej miejsce po upadku dyktatury frankistowskiej.

## Współczesna historia
Do prawnej legalizacji PSOE doszło 18 lutego 1977 roku. Po upadku reżimu Franco partia liczyła 200 tysięcy członków, a liczba jej działaczy stale się zwiększała.

### Transformacja ustrojowa
W wyborach z 15 czerwca 1977 roku socjaliści zdobyli 31,2%, a więc 116 miejsc w Kongresie Deputowanym i 60 miejsc w Senacie. PSOE udział w wyborach wzięła razem z Socjalistyczną Partią Katalonii. PSOE stała się największą siłą w parlamencie po koalicji centroprawicy, Unii Centrum Demokratycznej. Jako że Unia Centrum Demokratycznego była w tym okresie koalicją partii chadeckich, socjaldemokratycznych czy monarchistycznych, to PSOE okazała się partią polityczną o najszerszych wpływach w społeczeństwie. Liczba miejsc PSOE w parlamencie zwiększyła się jeszcze w 1978 roku, kiedy to sześciu deputowanych z Ludowej Partii Socjalistycznej zgodziło się wstąpić do PSOE.
Po wyborach lider partii, Felipe González, ogłosił, że nie jest zainteresowany utworzeniem koalicji z Unią Centrum Demokratycznego. Argumentował to tym, że będąc w koalicji z ugrupowaniami centroprawicowymi, PSOE nie będzie mogła realizować postulatów natury socjalistycznej. PSOE ogłosiła też, że opozycja z jej strony będzie miała charakter konstruktywny.
Na jesieni 1977 roku socjaliści poparli tzw. pakt z Moncloa; pakt regulujący współpracę pomiędzy rządem a partiami opozycyjnymi mający pomóc w poprawie sytuacji gospodarczej Hiszpanii. W okresie po wyborach PSOE reprezentowała niekiedy bardziej radykalne stanowisko od Komunistycznej Partii Hiszpanii; PSOE prezentowała tendencje republikańskie podczas gdy komuniści zaakceptowali monarchię parlamentarną ze względu na dokonania króla Juana Carlosa w transformacji demokratycznej.
Pod koniec kwietnia 1978 roku doszło do zjednoczenia PSOE i PSP (rozłam trwał od 1967 roku), proces jednoczenia partii trwał już od 1976 roku. PSP nie była tak popularna jak PSOE i w wyborach uzyskała tylko 1,7% głosów, jednak posiadała kadry popularne w środowiskach inteligenckich. Od czasu zjednoczenia partii socjalistycznych PSOE reprezentowała 32,98% elektoratu, a konkurencyjna centroprawicowa koalicja – 34,4%. Na kongresie zjednoczeniowym partii udział wzięli Bruno Kreisky, François Mitterrand, Bernt Carlsson i Bettino Craxi. Zjednoczona partia socjalistów zachowała dotychczasową nazwę, PSOE, sekretarzem generalnym został Gonzalez, a honorowym przewodniczącym – Tierno Galvan. Zjednoczona PSOE określiła się w dokumencie programowym jako partia klasowa, masowa, marksistowska i demokratyczna, odrzucająca kompromis z kapitalizmem i postulująca samorządowy system ekonomiczny (przy czym nie zamierza likwidować gospodarki wolnorynkowej).
W maju 1978 roku odbyły się wybory związkowe. Sympatyzująca z socjalistami UGT (wówczas dwa miliony związkowców, określała się jako demokratyczna, autonomiczna, internacjonalistyczna, wolna i rewolucyjna) i komunistyczne Komisje Robotnicze razem zdobyły ponad 70% poparcie (w tym 47% na Komisje Robotnicze). PSOE wygrała senackie wybory uzupełniające w Alicante i Asturii w maju 1978, socjaliści znacznie pokonali koalicję centroprawicy, jednak stracili nieco poparcia kosztem komunistów. W referendum z 1978 roku, PSOE wspierało uchwalenie nowej konstytucji hiszpańskiej, do której uchwalenia wkrótce doszło.
Po zjednoczeniu hiszpańskiego ruchu socjalistycznego ponownie zarysował się podział frakcyjny na lewicę i prawicę. Na czele prawicy stał Gonzalez, a na czele lewicy Alfonso Guerra. Lewicowcy krytycznie ocenili typowo socjaldemokratyczny kurs partii. Gonzalez uważał, że ukłon w stronę socjaldemokracji przyciągnie działaczy socjaldemokratycznych i chadeckich ze Zjednoczenia Centrum Demokratycznego. Przejście na prawo objawiało się też wzmożoną krytyką komunistów, których PSOE oskarżało o zbytnią uległość wobec centroprawicowego rządu. Jak się okazało nowy, bardziej centrowy kurs nie przyniósł powodzenia, w wyborach z marca 1979 roku socjaliści zdobyli 29,5% głosów, rządząca centroprawica z UCD zdobyła natomiast 35,2%. Oznaczało to więc spadek poparcia dla socjalistów w porównaniu z poprzednimi wyborami – na PSOE zagłosowało o 800 tysięcy osób mniej. Socjaliści zajęli 121 miejsc w niższej izbie parlamentu i 67 w wyższej. Przed kampanią wyborczą socjaliści deklarowali, że głównym celem rządu powinna być walka z terroryzmem, partia postulowała zrównanie praw kobiet i mężczyzn, bezpłatne i obowiązkowe szkolnictwo (nie kwestionując istnienia szkół kościelnych czy prywatnych), likwidacji przywilejów Kościoła katolickiego, sekularyzacje, likwidację bezrobocia poprzez prowadzenie polityki pełnego zatrudnienia. Partia wypowiedziała się za nacjonalizacją elektrowni i centralnym sterowaniem w dziedzinie systemu energetycznego. Socjaliści porzucili wcześniejsze hasła o budowie republiki robotniczej i o charakterze marksistowskim, zamiast tego przyjęli kurs typowy dla socjaldemokracji zachodnioeuropejskiej.
Wybory samorządowe z wiosny 1979 roku okazały się sukcesem PSOE i komunistów oraz porażką koalicji centroprawicy. Komuniści w porównaniu z wyborami parlamentarnymi zwiększyli poparcie o 3% które odebrali centroprawicy. W ramach taktyki na czas kampanii samorządowej PSOE i KPH zawarły ze sobą tymczasowy sojusz. Mimo tymczasowego aliansu, PSOE pozostała na stanowisku reformistycznymi i prezentującym antykomunizm.
Na zjeździe XXVIII z maja 1979, na łamach partii wystąpił dwie silne frakcje; „marksistowska” i „socjaldemokratyczna”. Marksiści domagali się rewizji polityki względem Komunistycznej Partii Hiszpanii, krytykowali koncepcje socjaldemokratyzmu postulowane przez kierownictwo. Zdaniem frakcji marksistów zmiany w stronę centryzmu mogą spowodować utratę tożsamości socjalistów jako partii lewicy. Na 27. Zjeździe, González prezentujący stanowisko socjaldemokratyczne zrezygnował z przywództwa i podał się do dymisji. Zjazd zakończył się powołaniem kolejnego nadzwyczajnego zjazdu partii. Zjazd odbył się pod koniec września tego samego roku. Na zjeździe przyjęto dokument według którego PSOE przyjęło marksizm jako instrument teoretyczny i krytyczny do dokonywania analizy stosunków społecznych i ich przeobrażeń, odrzucono natomiast marksistowski dogmatyzm. Odrzucono współpracę z Komunistyczną Partią Hiszpanii uznając, że może być ona prowadzona tylko na szczeblu lokalnym. Wybory na sekretarza generalnego okazały się zwycięstwem socjaldemokratów – 86% głosujących poparło kandydaturę Gonzaleza. Także europejskie partie socjaldemokratyczne wspierały Gonzáleza, a niemieckie SPD przekazało PSOE nawet fundusze pieniężne. Symbol partii został zmieniony na różę w dłoni.

### Obecnie
W wyborach 1979 roku, partia uzyskała 30.5% głosów i 121 miejsc w parlamencie, pozostając największym ugrupowaniem opozycyjnym. 28 października 1982 roku PSOE zwyciężyła w wyborach, uzyskując 48.3% głosów (ok. 10 mln). Felipe González został premierem Hiszpanii 2 grudnia i pozostał nim do 1996 roku. W tym czasie w kwestiach gospodarczych partia łączyła reformy socjalne z liberalną i kapitalistyczną ekonomiką. Niezadowolenie lewicowych frakcji wewnątrz partii wywoływało bratanie się premiera z przedstawicielami wielkiego biznesu (dotyczyło to także członków jego rządu – minister finansów Migel Boyer ożenił się z gwiazdą plotkarskich czasopism, Isabel Preysler).
Pomimo tego, iż PSOE opowiadało się pierwotnie przeciw NATO, po dojściu do władzy większość jego liderów wsparło członkostwo Hiszpanii w tej organizacji. Rząd Gonzáleza zorganizował referendum na ten temat w 1982 roku, w którym Hiszpanie opowiedzieli się za członkostwem w Sojuszu. Został skrytykowany za niezastosowanie w formularzu oficjalnej nazwy Sojusz Północnoatlantycki, zamiast tego pojawił się termin Atlantyckie Alianse. Symbolem tego zwrotu jest osoba Javiera Solany, który prowadził kampanię przeciwko NATO, a lata później został jego sekretarzem generalnym. W 1986 roku w okresie rządów PSOE, Hiszpania przystąpiła do Europejskiej Wspólnoty Gospodarczej.
PSOE poparło USA podczas pierwszej wojny w Zatoce Perskiej w 1991 roku. Partii udało się odnieść zwycięstwa w wyborach 1986, 1989 i 1993 roku.
Kryzys ekonomiczny, skandale korupcyjne i terroryzm państwowy stosowany przeciwko nielegalnej baskijskiej uzbrojonej grupie ETA spowodowały erozję popularności Gonzáleza i w efekcie tego w wyborach 1996 roku PSOE przegrało na rzecz prawicowej Partii Ludowej (PP). Lata najcięższego kryzysu to okres 1996-2001, w 1997 roku González zrezygnował z przywództwa w partii. W 2000 roku partia poniosła klęskę wyborczą (34.7% głosów). Pomimo tego wciąż pozostawała rządzącą partią we wspólnotach autonomicznych Andaluzji, Extremadury, Castilla-La Mancha i Asturii.
W 2001 roku został wybrany nowy sekretarz generalny, José Luis Rodríguez Zapatero, który postanowił odnowić partię. W 2003 roku PSOE wygrała wybory samorządowe. 13 listopada 2003 roku PSOE zwyciężyła w regionalne wybory w Katalonii, zawiązując sojusz z ugrupowaniami Esquerra Republicana de Catalunya (ERC) i Iniciativa per Catalunya (ICV).

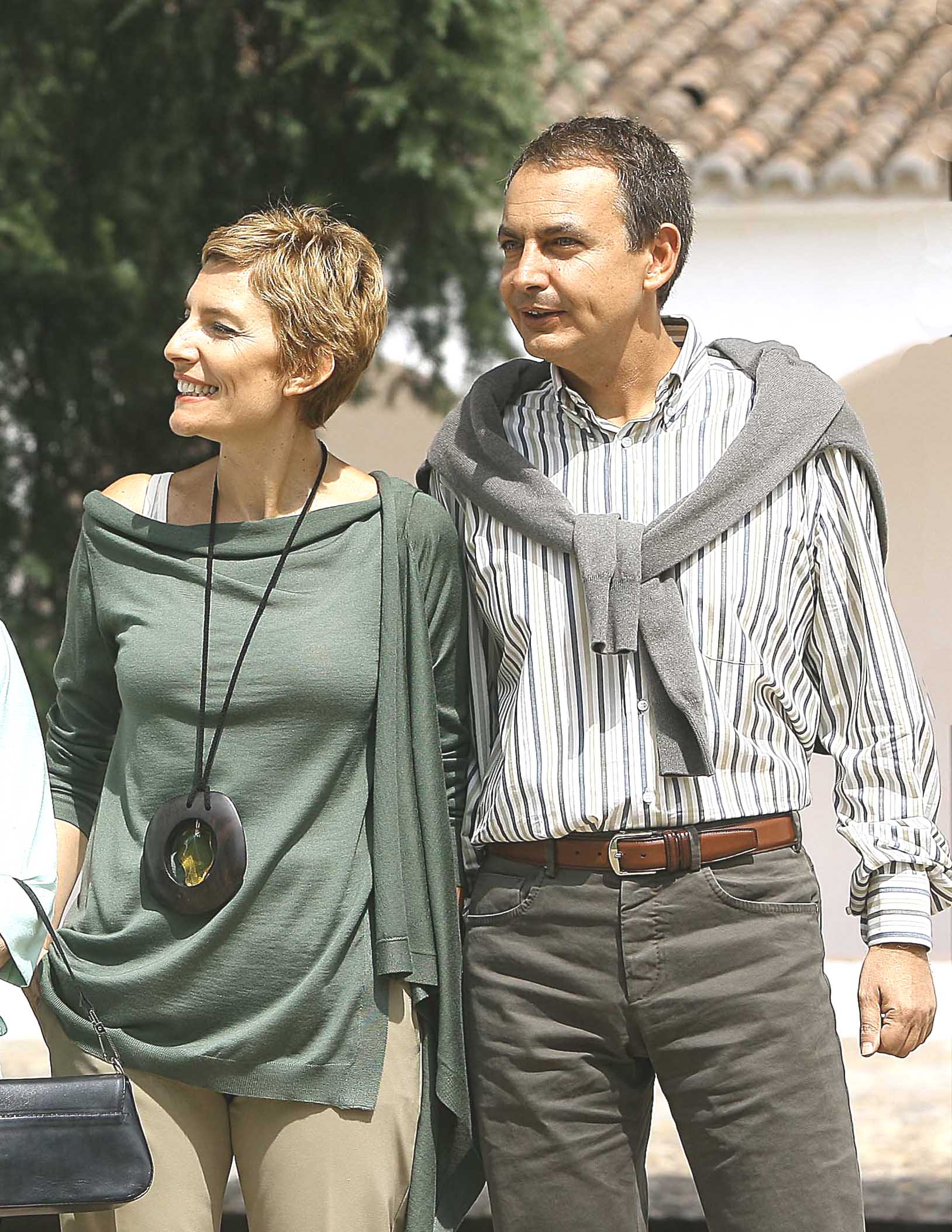
José Luis Rodríguez Zapatero, były lider PSOE i premier Hiszpanii wraz z żoną

W wyniku wyborów parlamentarnych 14 marca 2004 roku socjaliści po 8 latach przerwy znów znaleźli się u sterów rządu. Na wynik mógł mieć wpływ zamach terrorystyczny w Madrycie na trzy dni przed wyborami, pod wpływem którego niektórzy hiszpańscy wyborcy mogli zmienić swoje preferencje polityczne. Hiszpanie zdezorientowani głoszonymi przez rząd prawicowy informacjami jakoby za zamachami stała ETA, opowiedzieli się za socjalistami, głoszącymi sprzeciw wobec wojny w Iraku i uczestnictwie w niej Hiszpanii.
W wyniku działań PSOE w Hiszpanii zalegalizowano małżeństwa homoseksualne. Planuje wycofanie nauczania religii ze szkół. 
W 2005 roku wezwała Hiszpanów do głosowania za przyjęciem Konstytucji EuropejskiejEU related referendums in Spain [online], trygg.nsd.uib.no [dostęp 2020-07-21] (ang.).
9 marca 2008 roku PSOE ponownie wygrała wybory parlamentarne zdobywając 43,7% głosów co po przeliczeniu dało 169 miejsc w 350-osobowym Kongresie Deputowanych (o 5 więcej niż w poprzednich wyborach).

## Polityka zagraniczna
Według PSOE głównymi kierunkami polityki zagranicznej Hiszpanii powinny być; Europa, Ameryka Łacińska i tereny śródziemnomorskie. PSOE analogicznie do pozostałych partii hiszpańskich reprezentowanych w parlamencie popierała pełne członkostwo Hiszpanii w Europejskiej Wspólnocie Gospodarczej. Inaczej wyglądała sytuacja z NATO, w 1978 roku działacz partii Luis Yanes, wypowiedział się przeciwko przystąpieniu kraju do NATO. Socjaliści argumentowali to tym, że przystąpienie do NATO mogłoby ograniczyć niezależność i suwerenność kraju i nie przyniosłoby Hiszpanii żadnych korzyści. PSOE zamiast tego opowiedziała się za neutralnością i dalszym podkreślaniem powiązań z Zachodem. W przeciągu kilku lat stanowisko to uległo rewizji, a w czasie rządów PSOE w 1982 roku, Hiszpania przystąpiła do NATO. PSOE stoi na stanowisku według którego wraz z wygaśnięciem układu hiszpańsko-amerykańskiego, bazy wojsk amerykańskich w Hiszpanii powinny zostać przejęte przez Hiszpanów.
PSOE uważa, że Gibraltar jest integralną częścią Hiszpanii, a Wielka Brytania powinna zwrócić ten region w ręce hiszpańskie, według stanowiska partii na terenie tym powinno zostać przeprowadzone referendum w sprawie przynależności terenu do Wielkiej Brytanii bądź Hiszpanii.
Opowiada się za kompleksową polityką zagraniczną z państwami Ameryki Latynoamerykańskiej. Hiszpania w okresie zimnej wojny w zamyśle partii powinna pomagać tym krajom w ustanowieniu systemów demokratycznych i w obronie praw człowieka. PSOE w okresie zimnej wojny uważała, że Hiszpania i jej transformacja demokratyczna powinna być wzorem dla państw Ameryki Łacińskiej w których występowały rządy dyktatorskie. PSOE występowała przeciwko umacnianiu się wpływów Stanów Zjednoczonych w rejonie Ameryki Łacińskiej.
Należy do Międzynarodówki Socjalistycznej. Lider partii, Gonzales, przedstawił stanowisko PSOE ws. Międzynarodówki, 2 lipca 1978 roku w czasie posiedzenia ideologicznego partii. Gonzalez opowiedział się za rewizją deklaracji frankfurckiej z 1961 roku. Partia należy też do Sojuszu Postępowego, Partii Europejskich Socjalistów, a w Europarlamencie zasiada we frakcji Postępowy Sojusz Socjalistów i Demokratów w Parlamencie Europejskim.

## Struktury
Obecnie do partii należy około 460.000 osób. Większość działaczy partii pochodzi głównie spośród klasy średniej, robotniczej i inteligencji. Większość wyborców stanowią robotnicy z wielkich ośrodków przemysłowych, intelektualiści, studenci i przedstawiciele wolnych zawodów. PSOE współpracuje z centralą związkową UGT.
PSOE jest kierowana przez Kongres, organem wykonawczym jest liczący 36 osób Komitet Federalny, wyłania się z niego licząca 23 osób Federalna Egzekutywa. Dawniej działalnością partii kierowała licząca 16 osób Rada Wykonawcza.
Od roku 1972 wewnątrz partii działają dwie tendencje; PSOE właściwa (określana też jako PSOE-odrodzona) i notująca coraz mniejsze wpływy, PSOE-historyczna, wywodząca się z „grupy Llopisa”.
Organem prasowym partii jest dwutygodnik (niegdyś tygodnik) „El Socialista”. założony w roku 1886.

## Nazewnictwo
- Baron: Nieoficjalna nazwa stosowana na określenie regionalnych liderów partyjnych. Mogą oni być bardzo wpływowi, zwłaszcza jeśli stoją na czele wspólnoty autonomicznej. Wiele razy wybuchały konflikty pomiędzy baronami a władzami centralnymi. Najważniejszymi baronami są m.in.: Pasqual Maragall (Katalonia, który nie będzie ubiegał się o reelekcję w 2006 roku), Juan Carlos Rodríguez Ibarra (Extremadura, który również ogłosił swe przejście na emeryturę), Manuel Chaves (Andaluzja). Termin baron jest bardziej kolokwialny niż oficjalny.
- Compañero (towarzysz): zwrot stosowany pomiędzy socjalistami. Po przejściu w kierunku pozycji socjaldemokratycznych, używany tylko pośród najbardziej lewicowych członków PSOE.
- Prądy: wewnątrz partii działa kilka grup, bazujących na afiliacji ze swoim przywódcą lub zorientowane ideologicznie. Niektóre z nich w historii PSOE zakończyły swoją działalność jako oddzielne ugrupowania. Przykładowe prądy to „Gueristas” (zwolennicy Alfonso Guerra), „Renovadores” („Odnowiciele”. prawe skrzydło partii) czy Izquierda Socialista (Socjalistyczna Lewica).

## Znani członkowie partii

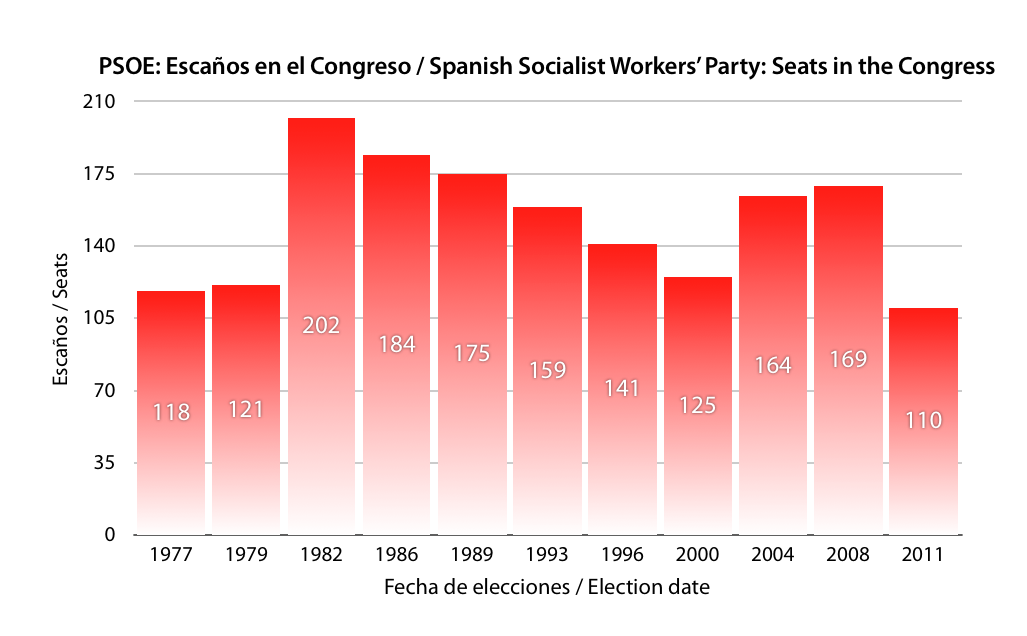
Wykres przedstawiający liczbę mandatów zdobytych przez PSOE w latach 1977–2008

- Felipe González
- Alfonso Guerra
- Pablo Iglesias
- Rodolfo Llopis
- José Luis Rodríguez Zapatero
- Indalecio Prieto
- Julián Besteiro
- Tomás Meabe
- Cayetano Redondo Aceña
- Ramón Rubial
- Javier Solana

## Poparcie
| Wybory  | Poparcie | Zmiana punktów procentowych | Mandaty (Kongres Deputowanych) | Zmiana | Mandaty (Senat) | Zmiana |
| ------- | -------- | --------------------------- | ------------------------------ | ------ | --------------- | ------ |
| 1977    | 29,24%   | –                           | 118                            | –      | 35              | –      |
| 1979    | 30,51%   | 1,27                        | 121                            | 3      | 68              | 33     |
| 1982    | 48,67%   | 18,16                       | 202                            | 81     | 134             | 66     |
| 1986    | 44,1%    | 4,57                        | 184                            | 18     | 124             | 10     |
| 1989    | 39,55%   | 4,55                        | 175                            | 9      | 128             | 4      |
| 1993    | 38,68%   | 0,87                        | 159                            | 16     | 116             | 12     |
| 1996    | 38,74%   | 0,06                        | 141                            | 18     | 96              | 20     |
| 2000    | 34,71%   | 4,03                        | 125                            | 16     | 69              | 27     |
| 2004    | 43,33%   | 8,62                        | 164                            | 39     | 96              | 27     |
| 2008    | 44,14%   | 0,81                        | 169                            | 5      | 89              | 7      |
| 2011    | 28,73%   | 15,41                       | 110                            | 59     | 48              | 41     |
| 2015    | 22,00%   | 6,73                        | 90                             | 20     | 47              | 1      |
| 2016    | 22,63%   | 0,63                        | 85                             | 5      | 43              | 4      |
| IV 2019 | 28,67%   | 6,04                        | 123                            | 38     | 123             | 81     |
| XI 2019 | 28,00%   | 0.67                        | 120                            | 3      | 92              | 31     |